# Дорсель, Марк
Марк Дорсель (фр. Marc Dorcel, род. 27 марта 1934, Париж) — французский кинорежиссёр и производитель фильмов для взрослых, который основал компанию «Video Marc Dorcel».

## Биография

Лого компании

Сын венгерского еврея-портного, Дорсель начинал свою карьеру как промышленный дизайнер в компании по производству швейных машин. После службы в армии Дорсель открыл своё частное предприятие по перевозкам на свои собственные средства и средства родителей, однако предприятие быстро обанкротилось.
В 1968 году Дорсель начал печатать эротические рассказы, распространяя их под предлогом продажи запасов серы. После публикации бестселлера «Урсула» к Дорселю пришла слава: более 20 тысяч экземпляров были распроданы менее чем за три месяца, однако цензура вскоре запретила распространение этой литературы как «непристойной», к тому же в 1970-е годы спрос на литературу подобного содержания упал. Положение удалось исправить путём перехода на рынок эротических фото-новелл: тогда туда уже стали проникать американские журналы, в которых на женских фотографиях дорисовывали нижнее бельё, чтобы скрыть интимные места. Стоимость одного такого журнала достигала 140 франков. Вскоре Дорсель издал первый эротический цветной фотороман.
Позднее Дорсель переключился на производство эротических и порнографических фильмов, первым из них стал Jolies Petites Garces продолжительностью 53 минуты, снятый в 1980 году с участием Мэрилин Джесс и Петра Станисласа. Было продано 4 тысячи экземпляров в специализированных магазинах (500 франков за кассету). Популярность объяснялась тем, что с 30 октября 1975 порнофильмы были объявлены вне закона. Уже позднее их стали показывать в специальных залах и отнесли в особой категории X-фильмов. Дела Марка Дорселя пошли лучше спустя годы, так как порнография во Франции была легализирована.
1 марта 2006 года открыт спутниковый телеканал Dorcel с вещанием фильмов для взрослых. Канал Dorcel также доступен онлайн.
В 2015 году Дорсель был включён в  AVN Hall of Fame.